# 山本渓愚
山本 渓愚（やまもと けいぐ、文政10年1月9日（1827年2月4日） - 明治36年（1903年）10月27日）は幕末明治の儒学者、本草学者、博物画家。
「渓愚」は号。字から山本 章夫（やまもと あやお）とも呼ばれる。
京都の本草学者山本亡羊の子。明治初年駅逓司、博覧会事務局等に関わったが、次兄山本秀夫没後、山本読書室を受け継ぎ、聚芳社を創立した。また、久邇宮家、本圀寺、京都市美術学校等で漢学・道徳を教え、賛育学社で漢方存続運動を指導した。

## 生涯

### 修学
文政10年（1827年）1月9日京都油小路通五条上ル上金仏町に生まれた。山本家の下、6歳で漢詩を始め、9歳で四書を暗誦し、12歳で四書五経に通じた。15歳で森徹山、蒲生竹山に絵画を学んだ。
西国各地へ採薬旅行に赴き、嘉永4年（1851年）には北越地方、文久2年（1862年）には周防国まで足を伸ばしている。

### 政府出仕
明治元年（1868年）3月太政官により内国事務局書記を命じられ、4月会計官駅逓司、5月駅逓司判事、次いで知事試補となるも、7月判事に戻り、9月判事頭取に就任した。明治2年（1869年）2月8日聖上御車幸御用掛となり、3月7日明治天皇に従い東京に渡った。5月19日駅逓司を辞職し、6月20日京都に帰った。
明治5年（1872年）3月博覧会事務局に出仕し、4月東京に戻り、ウィーン万国博覧会事務に携わり、明治6年（1873年）11月辞職し、京都に帰った。
明治8年（1875年）10月京都博物館御用掛、明治18年（1885年）3月京都博覧会特別品評部長を務めた。

### 本草会活動
文久元年（1861年）8月1日から海紅亭と号して物産会を行った。明治7年（1874年）5月10日松原通不明門の大火で本家読書室が焼失すると、明治8年（1875年）2月新居を建て、明治9年（1876年）10月10日本草会を引継ぎ、以降毎月15日に開いた。
明治20年（1887年）11月聚芳社を創立し、後に博物会と改称された。

### 教育活動
明治13年（1880年）1月23日久邇宮朝彦親王により彦宮（久邇宮邦彦王）侍講を任され、明治23年（1890年）3月成城学校入学まで書画、漢籍、経史を教えた。その後多嘉王、女王7名、厳宮（賀陽宮邦憲王）、邦憲王妃に教えた。また、明治17年（1884年）生まれた第四王女を命名した。
明治13年（1880年）4月から明治29年8月まで本圀寺教主の要請で僧侶に講義を行った。明治14年（1881年）11月賛育学社都講となって漢方医学を教え、明治27年（1894年）5月京都市美術学校講師、7月日本弘道会京都支部名誉講師も歴任した。

### 晩年
明治32年（1899年）1月杭州の考証学者兪曲園に自著「考訂孝経」「考訂大学」「考訂中庸」の三書を贈り、兪曲園から碩学の士と称えられた。
明治32年（1899年）5月脳卒中で言語渋滞、半身不随となるも、12月平癒した。明治35年（1902年）病のため久邇宮侍講を辞職した。明治36年（1903年）8月頃腸内不利となり、10月26日悪化し、27日払暁死去し、紀伊郡深草村宝塔寺に葬られた。

## 著書

### 経学等
- 考訂孝経[20]
- 考訂大学
- 考訂中庸[21]
- 論語補註[22]
- 孟子補註
- 詩経新註[23]
- 易経新註
- 春秋経文直解[24]
- 百人一首小解[25]

### 本草学
- 万葉古今二集動植正名
- 本草写生図譜

### 詩文
- 対竹斎詩集[26]
- 九思堂日記 嘉永2年（1849年） - 安政7年（1860年）[27]
- 入越日記 嘉永4年（1851年）[24]
- 丹記 嘉永6年[24]
- 海紅亭日録 安政7年（1860年） - 明治15年（1882年）[28]
- 西游日記 文久2年（1862年） - 明治2年（1869年）[29]
- 東行日記 明治23年（1890年）[30]
- 烈夫伝[31]
- 渓愚随筆 天文地理[32]
- 渓愚詩草 西遊集[33]

## 親族
- 父：山本亡羊 - 本草学者。
- 母：玲子 - 華頂宮臣青木如水二女[34]。天明8年（1788年）12月13日生、享和2年（1802年）5月25日結婚、嘉永5年（1852年）2月18日没[35]。
  - 兄：山本榕室 - 錫夫、沈三郎。家督を継いだ[36]。
  - 兄：山本弦堂 - 秀夫、秀五郎。医業を修め、新政府に出仕した[37]。
  - 弟：山本確斎 - 正夫、余一郎。鳥飼に医業を開いた後、新政府に出仕した[38]。
  - 弟：山本楓庭 - 善夫、十二郎。富田に医業を開いた後、度会県大属を務めた[39]。
- 前妻：菊 - 大浦中務娘[40]。安政2年（1855年）5月結婚[5]、文久3年（1863年）8月没[6]。
  - 長男：条太郎 - 安政4年（1857年）3月生、6月没[5]。
  - 次男：継二郎 - 安政5年（1858年）5月生、6月没[5]。
  - 長女：石 - 万延元年（1860年）3月生、10月没[5]。
- 後妻：小森氏 - 明治3年（1870年）8月結婚[7]、明治22年（1889年）8月没[11]。
  - 次女：文 - 明治5年（1872年）1月生[7]、明治25年（1892年）10月藤田家に嫁ぐ[11]。
  - 三女：盧[7]（以保子[41]） - 明治8年（1875年）2月15日生、明治35年（1902年）10月25日没[41]。
  - 三男：山本規矩三 - 明治11年（1878年）12月生[7]。帝室博物館監査官、奈良帝室博物館列品課[19]。